# مارك ويلكينسون
مارك ويلكينسون (بالإنجليزية: Marc Wilkinson)‏ هو ملحن أسترالي، ولد في 27 يوليو 1929 في باريس في فرنسا.

## وصلات خارجية
- مارك ويلكينسون على موقع IMDb (الإنجليزية)
- مارك ويلكينسون على موقع ألو سيني (الفرنسية)
- مارك ويلكينسون على موقع ميوزك برينز (الإنجليزية)
- مارك ويلكينسون على موقع أول موفي (الإنجليزية)
- مارك ويلكينسون على موقع قاعدة بيانات برودواي على الإنترنت (الإنجليزية)
- مارك ويلكينسون على موقع قاعدة بيانات الأفلام السويدية (السويدية)
- مارك ويلكينسون على موقع ديسكوغز (الإنجليزية)
- مارك ويلكينسون على موقع قاعدة بيانات الفيلم (الإنجليزية)
- مارك ويلكينسون على موقع كينوبويسك (الروسية)